# Tom Wolfe
Thomas Kennerly „Tom“ Wolfe (2. března 1930 Richmond, Virginie – 14. května 2018 New York) byl americký novinář a spisovatel, klíčový představitel tzv. Nového žurnalismu (New journalism), který kombinoval literární a novinářské postupy.
V 60. letech 20. století byly velmi populární jeho reportážní knihy, zejména The Electric Kool-Aid Acid Test (česky vyšlo jako Kyselinovej test), která pojednávala o Kenu Keseym, hnutí hippies a experimentech s drogami, zejména LSD. Později však uspěl i jako prozaik, zejména knihou The Bonfire of the Vanities z roku 1987. Roku 1980 získal National Book Award v kategorii literatura faktu za knihu The Right Stuff, která pojednává o sedmi astronautech vybraných pro let na Měsíc (tzv. Mercury Seven). Kniha byla roku 1983 zfilmována. V roce 1998 věnoval svůj román Muž na vrcholu psychiatru Paulu McHughovi, který jej lečil z deprese.
Zemřel v New Yorku ve věku 88 let.

### Publicistické knihy
- The Kandy-Kolored Tangerine-Flake Streamline Baby (1965)
- The Electric Kool-Aid Acid Test (1968)
- The Pump House Gang (1968)
- Radical Chic & Mau-Mauing the Flak Catchers (1970)
- The New Journalism (1973)
- The Painted Word (1975)
- Mauve Gloves & Madmen, Clutter & Vine (1976)
- The Right Stuff (1979)
- In Our Time (1980)
- From Bauhaus to Our House (1981)
- The Purple Decades (1982)
- Hooking Up (2000)

### Próza
- The Bonfire of the Vanities (1987)
- A Man in Full (1998)
- I Am Charlotte Simmons (2004)
- Back to Blood (2012)

### České překlady
- Ohňostroj marnosti, Praha, Odeon 1992.
- Kyselinovej test, Praha, Maťa 1999.
- Muž na vrcholu, Praha, BB Art 2000. (Originální název: A Man in Full, 1998)